# Latirus rosaponti
Latirus rosaponti là một loài ốc biển, là động vật thân mềm chân bụng sống ở biển trong họ Fasciolariidae.